# Bombardamenti di Nantes
I Bombardamenti di Nantes del 16 e 23 settembre 1943 sono stati bombardamenti aerei strategici compiuti dagli alleati su Nantes (Francia) durante la seconda guerra mondiale. Questi bombardamenti furono i più duri e devastanti che l'agglomerato di Nantes (Nantes, Saint-Erblain, ecc.) abbia subito durante l'intero conflitto.

## Gli obbiettivi
Gli obiettivi degli stormi furono la distruzione del porto di Nantes, ma invece di volare nella direzione della Loira per prendere le banchine di fila, i bombardieri che arrivarono da nord, attraversarono la città perpendicolarmente ad alta quota, sganciando le loro bombe sulla città senza che la maggior parte raggiungesse gli obiettivi prestabiliti, colpendo invece il centro città.